# Erik Granat
Erik Tobias Granat, född 9 augusti 1995, är en svensk fotbollsspelare som spelar för Lucksta IF.

## Karriär
Granat började spela fotboll i GIF Sundsvall. Den 17 augusti 2014 debuterade Granat i Superettan i en 5–1-vinst över Östers IF, där han blev inbytt i den 80:e minuten mot Adam Chennoufi.
I augusti 2016 förlängde han sitt kontrakt i klubben fram över säsongen 2018. I februari 2017 råkade Granat för en korsbandsskada som gjorde att han missade hela säsongen 2017.
I januari 2019 värvades Granat av division 1-klubben Team TG, där han skrev på ett ettårskontrakt. I februari 2020 skrev Granat på ett ettårskontrakt med Gefle IF. I december 2020 förlängde han sitt kontrakt i klubben. I februari 2022 värvades Granat av Vard Haugesund i norska tredjedivisionen.
I augusti 2022 återvände Granat till Sverige och skrev på för division 2-klubben Sund IF. I mars 2023 gick han till division 3-klubben Lucksta IF.